# Empoasca ntaga
Empoasca ntaga är en insektsart som beskrevs av Irena Dworakowska 1981. Empoasca ntaga ingår i släktet Empoasca och familjen dvärgstritar.
Artens utbredningsområde är Nigeria. Inga underarter finns listade i Catalogue of Life.